# يورغن ماركوسين (لاعب كرة قدم)
يورغن ماركوسين (بالدنماركية: Jørgen Markussen)‏ هو لاعب كرة قدم دنماركي، ولد في 14 نوفمبر 1943 في الدنمارك في مملكة الدنمارك. شارك مع منتخب الدنمارك تحت 21 سنة لكرة القدم ومنتخب الدنمارك لكرة القدم. أما مع النوادي، فقد لعب مع نادي فايله ونادي كلاكسفيك.